# Échec à la reine
Pour plus de détails, voir Fiche technique et Distribution.
Échec à la reine (Scacco alla regina) est une comédie érotique italienne de Pasquale Festa Campanile, sortie en 1969.
Il s'agit d'une adaptation du roman L'Esclave (Scacco alla regina), écrit en 1967 par Renato Ghiotto (it), et publié chez Robert Laffont en 1969.

## Synopsis
Margaret est une célèbre actrice arrogante et cruelle, habituée à être servie et vénérée par les gens qui l'entourent. Silvia, une jeune fille riche qui souhaite être soumise à une maîtresse et qui n'aime pas vivre en dehors de la villa où elle travaille, arrive à son service en tant que dame d'honneur. Lorsque la soumission masochiste de Silvia, acquérant progressivement des traits plus érotiques, prend des teintes homosexuelles, l'actrice décide de la vendre aux enchères comme esclave à un petit cercle d'amis.

## Fiche technique
Sauf indication contraire, les informations mentionnées dans cette section peuvent être confirmées par la base de données cinématographiques IMDb,  présente dans la section « Liens externes ».
- Titre original italien : Scacco alla regina[4]
- Titre français : Échec à la reine[5]
- Réalisation : Pasquale Festa Campanile
- Scénario : Tullio Pinelli, Brunello Rondi d'après le roman L'Esclave (Scacco alla regina) de Renato Ghiotto (it)
- Photographie : Roberto Gerardi
- Montage : Mario Morra
- Musique : Piero Piccioni
- Décors : Flavio Mogherini
- Costumes : Giulia Mafai (it)
- Trucages : Francesco Corridoni
- Production : Alfredo Bini
- Sociétés de production : Finarco
- Pays de production :  Italie
- Langue originale : italien
- Format : Couleur - 2,35:1 - Son mono - 35 mm
- Genre : Comédie érotique italienne
- Durée : 98 minutes (1 h 38[4])
- Dates de sortie :
  - Italie : 23 novembre 1969 (Milan) ; 6 décembre 1969 (Turin)

## Distribution
- Rosanna Schiaffino : Margaret Mevin
- Haydée Politoff : Silvia
- Romolo Valli : Enrico Valdam
- Aldo Giuffré : Spartaco
- Daniela Surina : Dina
- Gabriele Tinti
- Elvira Tonelli
- Ileana Riganò
- Giorgio Gruden
- Edda Ferronao (it)
- Mario Erpichini (it)

## Production
Le principal décor du film est la Villa Parisi à Frascati, utilisée pour représenter la villa de Margaret.